# Бернардини, Антонино
Антонио Бернардини (итал. Antonino Bernardini; родился 21 июня 1974 года в городе Рим, Италия) — итальянский футболист, полузащитник. Известен по выступлениям за клубы «Аталанта» и «Виченца». Участник Олимпийских игр 1996 в Атланте.

## Клубная карьера
Бернардини — воспитанник клуба «Рома» из своего родного города. Для получения игровой практики в 1996 году он был отдан в аренду в «Торино». 19 февраля 1995 года в матче против «Падовы» он дебютировал в Серии А. После возвращения в Рим Антонио наконец-то сыграл свои первые игры в составе «Ромы».
В 1997 году он перешёл в «Перуджу», которая выступала в Серии B. За сезон во втором дивизионе Антонио забил 10 мячей, став одним из лучших бомбардиром команды. В 1998 году Бернардини перешёл в «Салернитану», только вышедшею в элитный дивизион.
В 1999 году Антонио принял приглашение «Виченцы» и снова отправился в Серию B. Через год он помог новой команде выйти в элиту. Отыграв сезон в Серии А Бернардини вместе с клубом вернулся обратно. Антонио ещё два сезона пытался помочь «Виченце», но его старания не увенчались успехом. В 2003 году он перешёл в «Аталанту», где за четыре сезона сыграл более 100 матчей. С клубом из Бергамо Бернардини вылетал и возвращался в Серию А. В 2008 году Антонио вновь принял приглашение «Виченцы». В 2010 году он завершил карьеру в клубе «Альбинолеффе».

## Международная карьера
В 1996 году в составе олимпийской сборной Италии Бернардини принял участие в Олимпийских играх в Атланте. На турнире он сыграл в матче группового этапа против команды Ганы.